# Willy Koblanck
Willy Koblanck (31 de marzo de 1901 - 11 de julio de 1970) fue un actor y profesor teatral de nacionalidad sueca.
Además de actor, Koblanck fundó una escuela teatral en los años 1930, alguno de cuyos alumnos fueron Gaby Stenberg, Lennie Norman, Britta Holmberg, Inga Gill y el periodista Jarl Alfredius.
Willy Koblanck falleció en Estocolmo, Suecia, en el año 1970.

## Filmografía
- 1950 : Sånt händer inte här
- 1951 : Bärande hav
- 1954 : I rök och dans
- 1955 : Het är min längtan
- 1966 : Nattlek
- 1968 : ...som havets nakna vind